# 黛莉雅·斯托寇思
黛莉雅·斯托寇思（Daria Strokous，1990年9月25日—），俄羅斯名模。她是高級時裝品牌：Chanel、Christian Dior、Prada及Louis Vuitton等的代言人。黛莉雅上過Numèro、Vogue Italia及W等雜誌封面或內頁，也有參與Calvin Klein、Gucci及Valentino等著名時裝及奢侈品的時裝展。

## 簡介
2007年7月，她在米蘭和巴黎時裝週亮相。2012秋冬紐約時裝周上，斯托寇思為Lacoste擔任開場、閉場模特兒，接下來連續擔任Marc Jacobs、Ralph Lauren、Tory Burch和Y-3的開場模特兒。米蘭、巴黎：Emilio Pucci、Etro等開場，Iceberg、Max Mara、Lanvin等閉場，并為Prada、Chanel 、Christian Dior、Givenchy等高級時裝品牌走秀。62場走秀數目，9次開場、5次閉場。